# Bear’s Den
Bear’s Den ist ein 6 Acres (2,4 ha) großes Naturschutzgebiet bei New Salem im Bundesstaat Massachusetts der Vereinigten Staaten. Es wird von der Organisation The Trustees of Reservations verwaltet und ist kostenfrei zugänglich.

## Geschichte
Nach einer örtlichen Legende traf sich an diesem Ort der Indianerhäuptling Metacomet, der den Europäern besser unter dem Namen King Philip bekannt war, im Jahr 1675 mit den Häuptlingen benachbarter Stämme, um Angriffe auf die Siedlungen Hadley, Deerfield und Northampton zu planen. Seinen Namen erhielt das Schutzgebiet von einem dort erlegten Schwarzbären.
1968 vererbte Mrs. Grais Poole Burrage die ersten Teile des heutigen Schutzgebiets an die Trustees, 1988 kamen weitere Landflächen durch Schenkungen hinzu.

## Schutzgebiet
Auf seinem Weg zum nahegelegenen Quabbin Reservoir fließt der mittlere Zweig des Swift River durch das Areal und bildet an einem von Wald umgebenen Teich den Wasserfall Bear’s Den Falls. Weiter stromabwärts befinden sich noch die Überreste einer alten Mühle.